# Mickey Walker (Boxer)
Mickey Walker (* 13. Juli 1901 in Elizabeth, New Jersey; † 28. April 1981 in Freehold) war ein US-amerikanischer Boxer.
Walker begann 1919 zu boxen, er war ein klassischer Angriffsboxer (Pressure Fighter), der non-stop auf seinen Gegner einschlug. 1922 wurde er durch einen Punktsieg über Jack Britton Weltmeister im Weltergewicht. 1925 forderte er die Mittelgewichtslegende Harry Greb, der einen ganz ähnlichen Stil boxte, in dieser Klasse heraus, war aber chancenlos und verlor den Kampf nach Punkten.
Anschließend verteidigte er seine Weltergewichtstitel zweimal, bis er ihn im Mai 1926 an Peter Latzo verlor.
Sieben Monate später schlug er jedoch Grebs Bezwinger Tiger Flowers in einer umstrittenen Entscheidung und wurde Mittelgewichtsweltmeister.
1929 und 1933 bemühte er sich um den Halbschwergewichtstitel, verlor jedoch gegen Tommy Loughran und Maxie Rosenbloom jeweils nach Punkten. 1931 kämpfte er gar gegen den späteren Schwergewichtsweltmeister Jack Sharkey unentschieden, 1932 schlug er den Schwergewichtler Paolino Uzcudun, verlor aber durch K. o. gegen Max Schmeling.
1935 beendete Walker schließlich seine Karriere. 1990 wurde er in die International Boxing Hall of Fame aufgenommen.